# 威武軍節度使

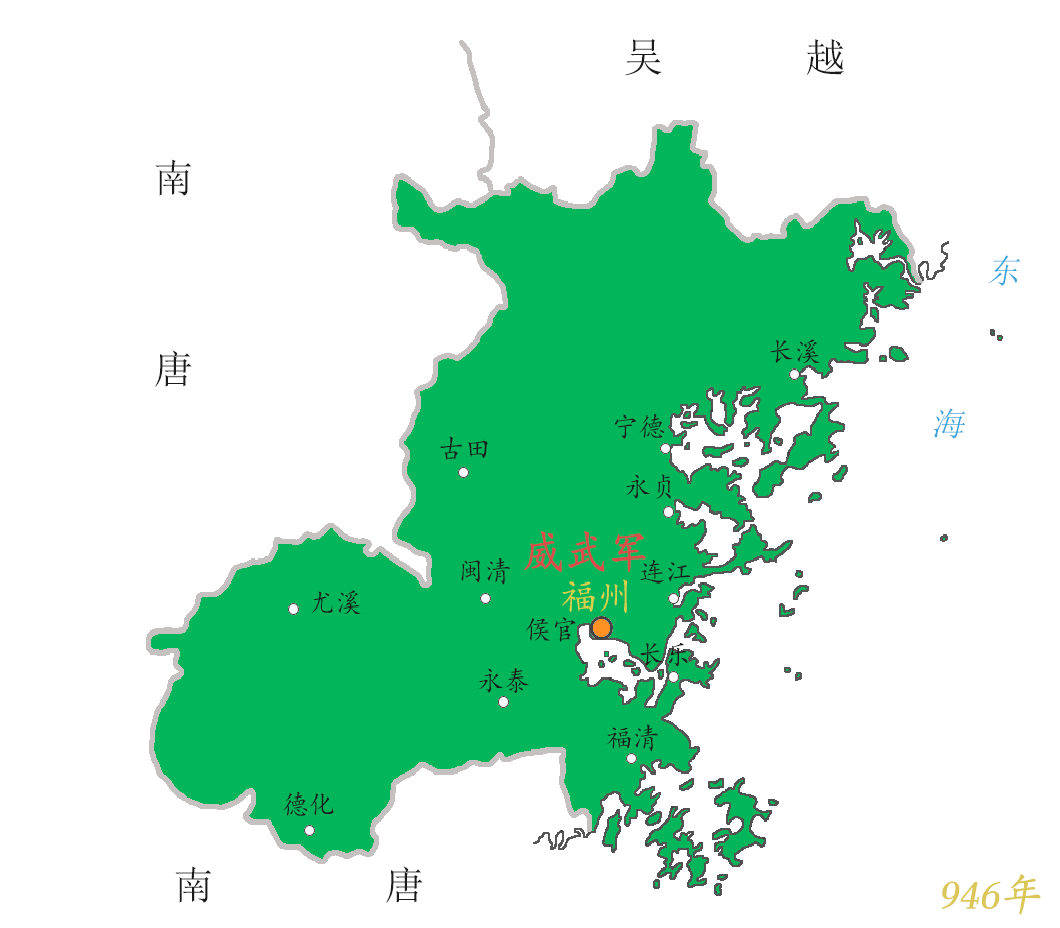
威武军（946年）

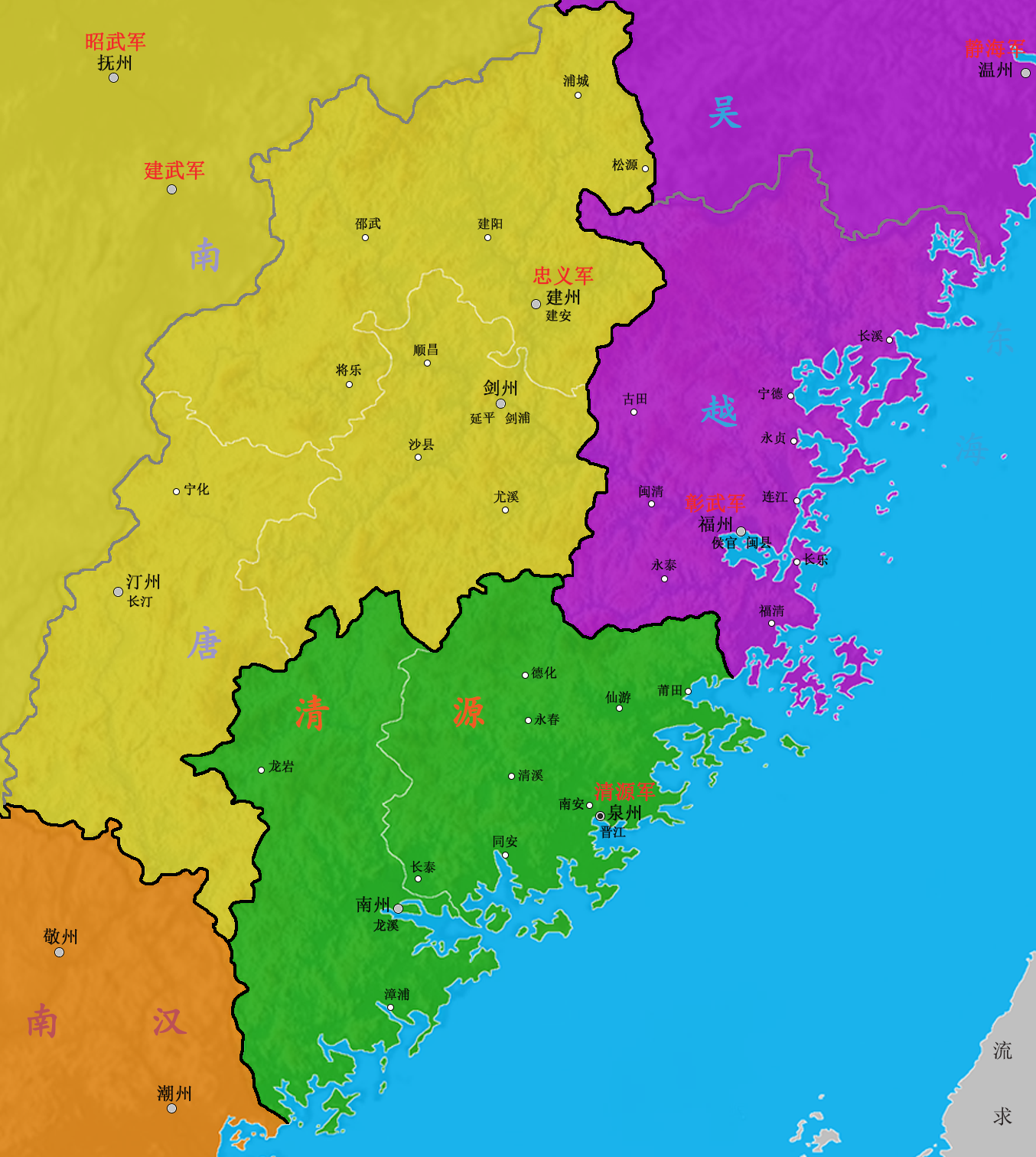
彰武军（957年）

威武軍節度使，又称威武節度使，前身为福建都团练观察处置使（简称福建观察使），是唐朝在今福建地区设置的藩镇，領福州、建州、汀州、泉州、漳州，治福州。
开元二十一年（733年），置福建经略使（一作“福建经略军使”，福建之名始此），统率福州经略军1500人，治所在福州，领福、建、泉、漳、潮5州，与福州都督府（725年置）并存。开元二十二年（734年），领福、泉、建、汀4州，漳州、潮州归岭南道。天宝元年（742年），改福州为长乐郡，改福建经略使为长乐经略使。至德二载（757年），置经略军宁海军。乾元元年（758年），分江南东道为浙江东道、浙江西道和福建道，改长乐经略使为福建都防御使，兼宁海军使。上元元年（760年），福建都防御使和福州都督府合并升置为福州节度使，领福、泉、建、漳、汀、潮6州。大历六年（771年），罢福州节度使，置福建都团练观察处置使（简称福建观察使）。893年，王潮任福建观察使；896年，唐朝朝廷改封其为威武軍節度使。898年王潮死後，其弟王審知繼为威武軍節度使。909年，后梁太祖朱温加封王审知为中书令、闽王，升福州为大都督府，开创闽国。945年，闽国灭亡，割据福州的李仁达自称威武军留后（后南唐封其为威武军节度使）。947年，李仁达把兵权交给吴越，结束割据。951年，吴越改威武軍为彰武軍。977年，復名威武軍。978年，吴越降北宋；同年，废威武军。

## 历任观察使、节度使
- 李承昭（761年—772年）
- 李椅（李琦）（772年—774年）
- 皇甫政（775年—777年）
- 高宽仁（777年—779年）
- 鲍防（779年—780年）
- 常衮（780年—783年）
- 孟皞（783年—784年）
- 王雍（784年—785年）
- 卢惎（785年—786年）
- 吴诜（787年—788年）
- 郝戒镒（788年）
- 吴湊（788年—791年）
- 郑叔则（791年—792年）
- 王翃（792年—795年）
- 李若初（795年—797年）
- 柳冕（797年—804年）
- 阎济美（804年—807年）
- 陆庶（陆淮、陆初）（807年—809年）
- 元义方（809年—811年）
- 裴次元（811年—813年）
- 薛謇（813年—815年）
- 元锡（815年—819年）
- 裴乂（819年—823年）
- 蔡僖（824年）
- 林蔇（825年）
- 徐晦（825年—826年）
- 卫中行（826年）
- 独孤朗（827年）（上任途中去世）
- 张仲方（827年—830年）
- 桂仲武（830年—831年）
- 罗让（831年—834年）
- 段伯伦（834年—836年）
- 唐扶（836年—839年）
- 李玘（839年）（未任）
- 卢贞（839年）
- 黎埴（黎植）（会昌年间？）
- 殷俨（848年）
- 崔于（849年—850年）
- 李贻孙（851年—852年）
- 王源植（853年）
- 韦署（853年）
- 裴炜（大中年间？）
- 杨发（856年—858年）
- 王镇（859年—861年）
- 皇甫燠（861年—862年）
- 杜宣猷（863年—865年）
- 李播（865年）
- 李瓒（865年—867年）
- 李景温（867年—869年）
- 孟彪（870年—873年）
- 皇甫珪（皇甫焕）（874年？）
- 李诲（875年—876年）
- 李播（876年）
- 韦岫（？—878年）
- 郑镒（879年—884年）
- 陈岩（884年—891年）
- 范晖（891年—893年）
- 王潮（893年—898年，由觀察使改制節度使）
- 王审知（898年—925年）
- 王延翰（925年—927年）
- 王鏻（927年—933年，称帝）
- 王继鹏（933年—935年，称帝）
- 王继恭（936年）
- 王曦（938年—939年，称帝）
- 朱文进（944年—945年）
- 李仁达（李孺赟）（945年—948年）
- 吴程（948年—950年，知节度事）
- 钱弘儇（950年—951年，知节度事）
- 钱弘儇（952年）
- 钱元璝（952年，知节度事）
- 钱元璝（953年—956年）
- 钱仁俊（956年，知节度事）
- 钱仁俊（957年—959年）
- 鲍修让（960年，知节度事）
- 钱仁俊（961年—963年）
- 鲍修让（964年）
- 钱弘儇（965年—966年）
- 钱元璝（967年—968年）
- 孙赞明（968年—969年）
- 孙承佑（970年）
- 沈承礼（971年—973年）
- 钱昱（974年—976年）
- 沈承礼（976年—978年）